# Tainter Lake
Tainter Lake is een plaats (census-designated place) in de Amerikaanse staat Wisconsin, en valt bestuurlijk gezien onder Dunn County.

## Demografie
Bij de volkstelling in 2000 werd het aantal inwoners vastgesteld op 2089.

## Geografie
Volgens het United States Census Bureau beslaat de plaats een oppervlakte van 55,6 km², waarvan 48,2 km² land en 7,4 km² water.

## Plaatsen in de nabije omgeving
De onderstaande figuur toont nabijgelegen plaatsen in een straal van 20 km rond Tainter Lake.